# John Dalton (musicien)
Pour les articles homonymes, voir John Dalton (homonymie) et Dalton.
John Dalton (né le 21 mai 1943 à Enfield) est un bassiste britannique, principalement connu comme membre des Kinks de 1969 à 1976.
Dalton remplace une première fois le bassiste fondateur des Kinks, Pete Quaife, pendant quelques mois en 1966, le temps que celui-ci se remette d'un accident de voiture. C'est ainsi qu'il joue de la basse sur le single Dead End Street.
Quaife quitte pour de bon les Kinks en 1969, avant le début des sessions de l'album Arthur (Or the Decline and Fall of the British Empire). Ray Davies fait appel à John Dalton, qui restera le bassiste des Kinks jusqu'en 1976 et l'album Sleepwalker. Il est remplacé par Andy Pyle (ex-Blodwyn Pig).
Dalton a par la suite joué pour les Kast Off Kinks, un groupe réunissant plusieurs anciens Kinks, dont Mick Avory et John Gosling, jusqu'en 2008.